# Головна будівля Вищої школи образотворчих мистецтв (Дрезден)

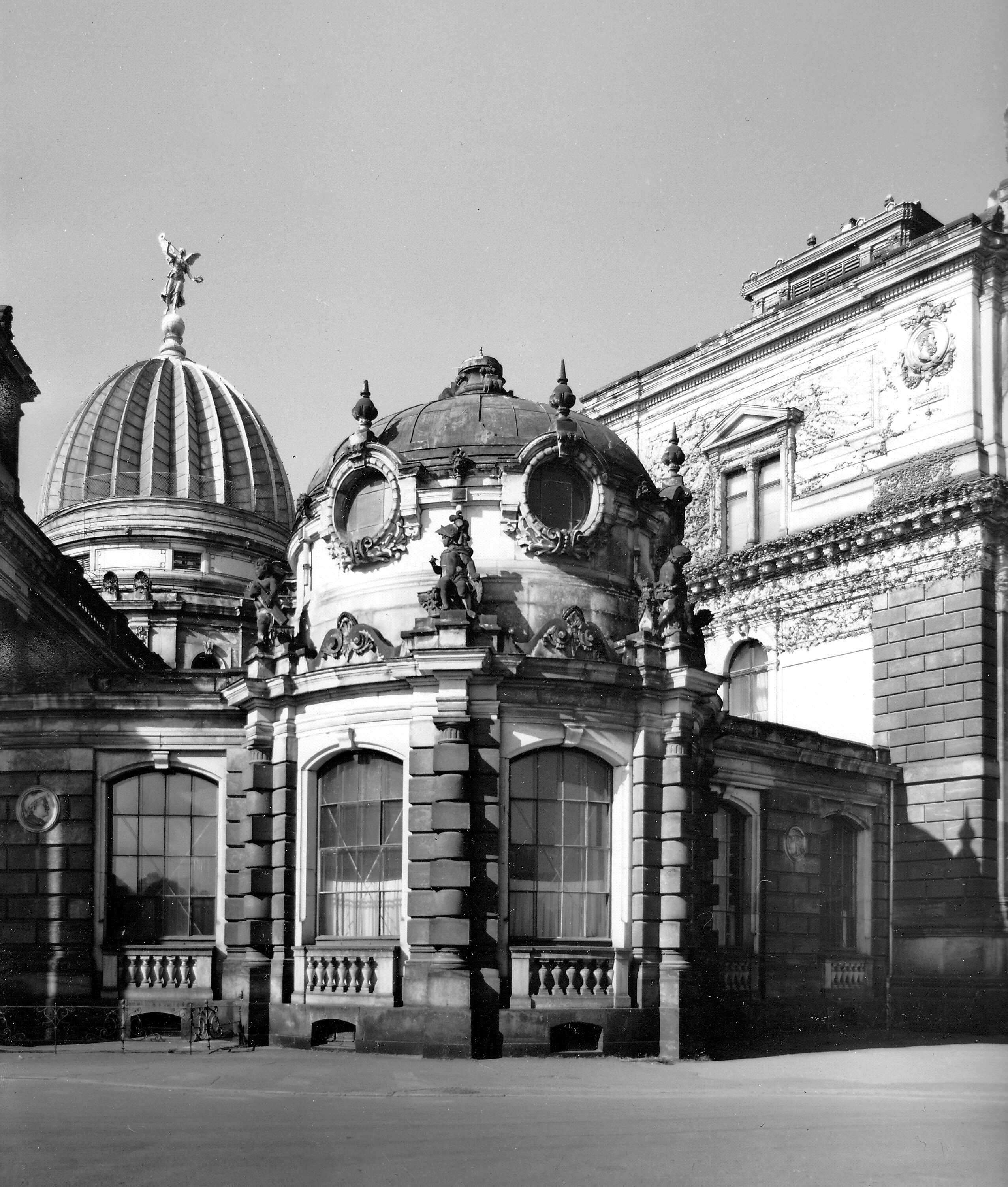
Тераса Брюля, частина Академії мистецтв

Мистецька академія, фактично Lipsiusbau (також: Lipsius-Bau) — університетська та виставкова будівля в Дрездені. Це резиденція Дрезденського університету образотворчих мистецтв (HfBK). Будівля на Терасі Брюля була побудована у 1887—1894 роках за планами архітектора Костянтина Ліпсіуса в стилі історизму, головним чином для Королівської академії мистецтв, установи-попередниці цього університету, тому й назва Академія мистецтв стала використовуватися для позначення всієї будівлі.
Менша частина будівлі Ліпсіуса була виставковим простором для Саксонської мистецької асоціації, доки вона не була значною мірою знищена під час повітряних нальотів на Дрезден у 1945 році. З моменту її повторного відкриття в 2005 році вона використовувалася Державними художніми колекціями Дрездена як художня галерея у будівлі Ліпсіуса. Жителі Дрездена описують/називають форму скляного купола будівлі, який вінчає фігура давньогрецької богині Фами, а також містить виставковий зал, як словом Zitronenpresse (соковижималка для лимонів).
Розкішне скульптурне оздоблення є винятковим, особливо на північному фасаді будівлі, який виходить на Ельбу, з численними рельєфами з пісковика та частково позолоченими фігурами. Вони демонструють мотиви європейського мистецтва та історії культури, починаючи з давньогрецької міфології й закінчуючи ранніми майстрами Нового часу. Це також зовнішній дизайн, який можна оглянути в будь-який час; інтер’єр університету з його студіями та майстернями доступний для відвідувачів лише під час виставок та інших заходів.

## Розташування

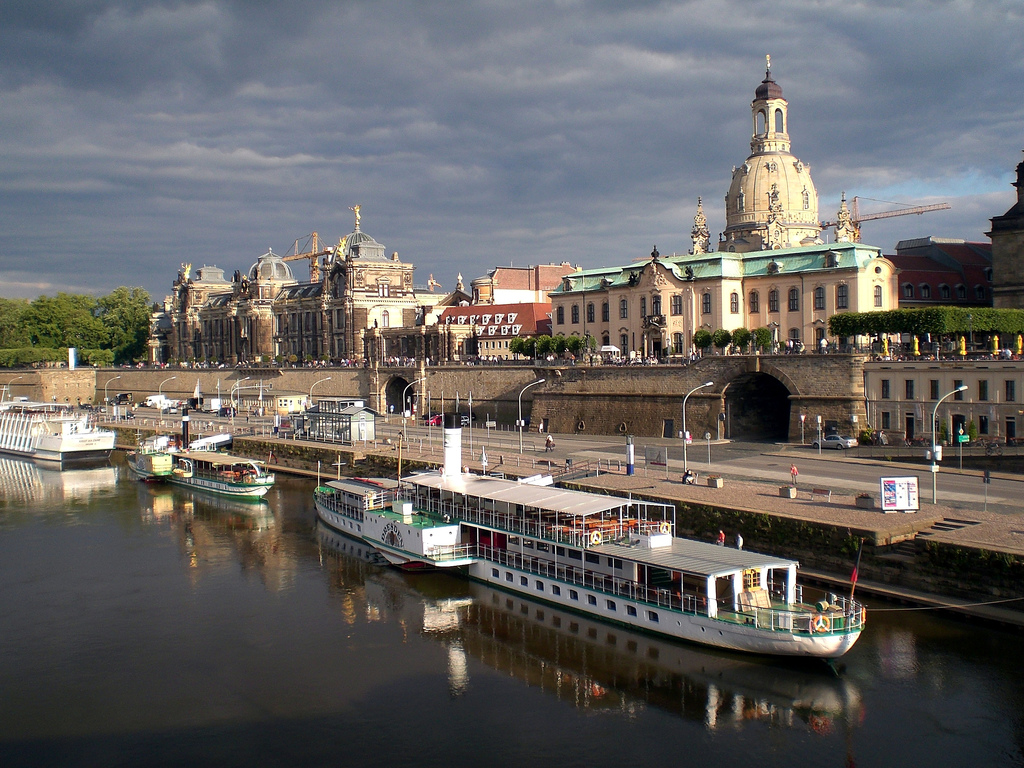
Академія мистецтв (ліворуч) в ансамблі Тераси Брюля – праворуч Секундогенітур, позаду Фрауенкірхе, попереду Террассенуфер із причалами Саксонського пароплава на Ельбі

Художня академія розташована на північному сході внутрішньої частини старого міста і є однією з визначальних будівель на березі Ельби старого міста. Споруда розташована між  Терасою Брюля, Балконом Європи, на півночі, Георг-Трой-Плац на сході, площею Ан дер Фрауенкірхе на півдні та Мюнцгассе на заході. Поруч розташовані Terrassenufer з причалами саксонського пароплава на півночі, сад Брюля на сході, Альбертінум з Галереєю нових майстрів і дрезденською колекцією скульптур на південному сході, Coselpalais на півдні, барокова Фрауенкірхе на південному заході, житлові та комерційні будівлі вздовж Münzgasse та Sekundogenitur на заході.

## Опис будівлі
Художня академія — це монументальна будівля з кількома крилами і дуже диференційованого, складного вигляду. Як чудовий зразок історизму кінця ХІХ століття являє собою стильовий конгломерат форм неоренесансу, необароко та французького маньєризму. Особливо вражає головний фасад на терасі Брюля, який щедро прикрашений скульптурним декором, і засклений купол.

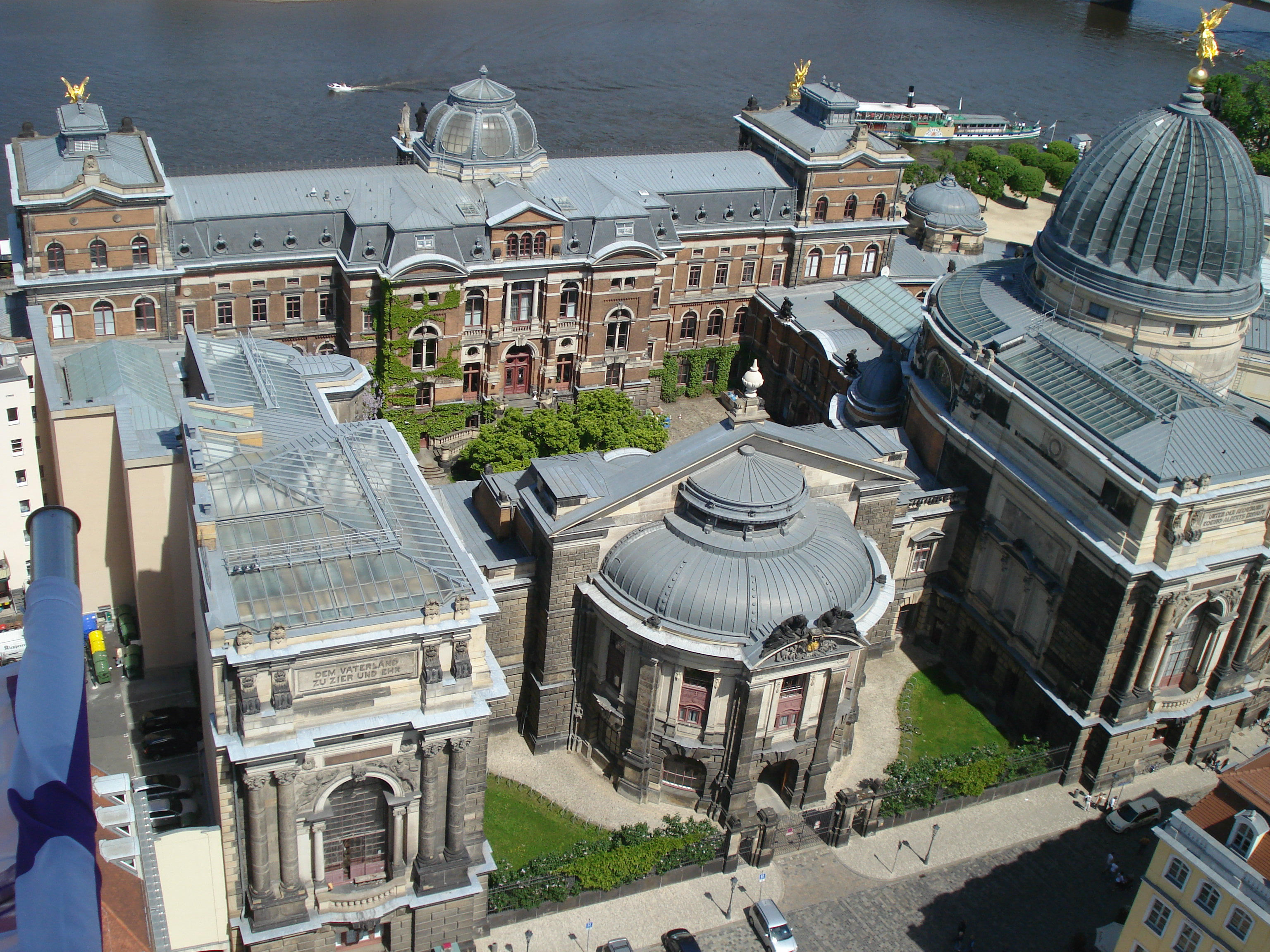
Вид на Університет образотворчих мистецтв на терасі Брюля з Фрауенкірхе

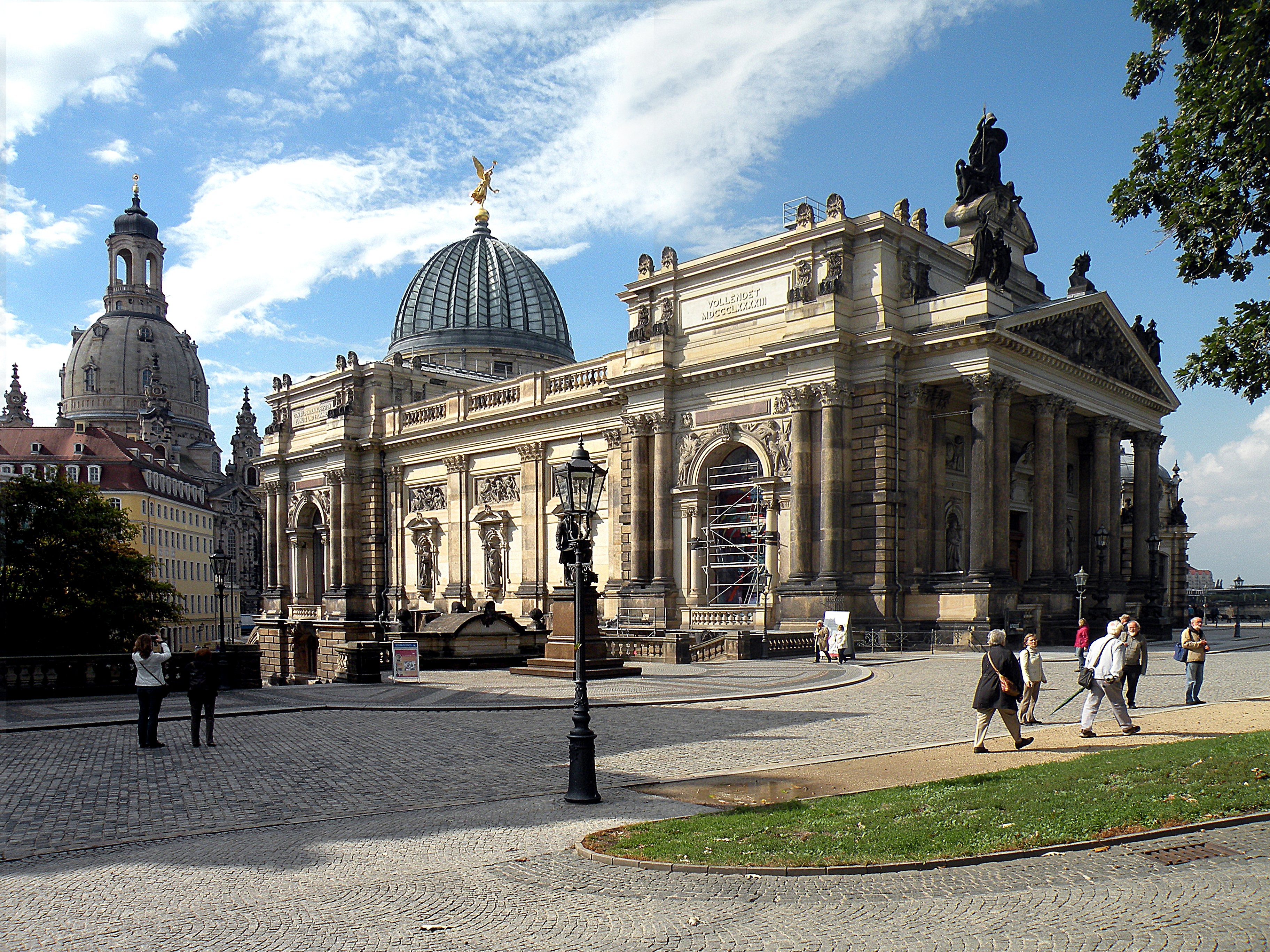
Kunsthalle im Lipsius-Bau, ліворуч Coselpalais і Frauenkirche позаду

Центральна частина будівлі являє собою чотирикрилий комплекс, з внутрішнім двориком площею близько 1070 м², навколо якого згруповані студії та класи. Симетричний головний фасад північного крила, що виходить на терасу Брюля, розділений на два повних поверхи та одинадцять осей. Вікна там займають велику площу, що відповідає використанню кімнат за ними як просторих майстерень художника. Пілястри розділяють поверхні стін між собою. Верх утворює колінчатий карниз.
У центральному ризаліті, центральна вісь увінчана меншим скляним куполом, головний портал оточений коринфськими подвійними колонами, що стоять у колосальному порядку на високих постаментах. Дві зовнішні осі спроєктовані як триповерховий кутовий авангард, прикрашений прикріпленими коринфськими подвійними колонами, і позначають точки, в яких два поперечні крила з’єднуються з тилом. Поперечні крила ведуть від північного до структурно сильно структурованого південного крила, яке розташоване в безпосередній близькості від Фрауенкірхе. Павільйоноподібна напівкругла частина будівлі з приплюснутим куполом виступає від його частини, де сьогодні розташовується анатомічний кабінет.
У поперечному та всіх інших крилах будівлі, які не межують з підвищеною терасою Брюля, є підвал. Сусідні будинки з південного боку Terrassengasse безпосередньо примикають до західного поперечного крила в рядовій конструкції. Терасові будинки продовжуються вздовж Münzgasse до площі Ан дер Фрауенкірхе. У зв’язку з цим західну частину художньої академії не видно з вулиці. До 1945 р. рядові будинки були прибудовані також до південного флігеля, тому його західне завершення являє собою просту оштукатурену фронтонну стіну.
Художня галерея в будівлі Lipsius, ще одна важлива частина будівлі, приєднана до чотирикрилого комплексу на сході — але зміщена приблизно на 45 градусів. Це пов’язано з міською забудовою, тому що дрезденські укріплення на Юнгфернбастеї вигинаються навколо цього кута на південний схід, і передня частина цієї частини будівлі також повинна бути вирівняна з ними. Цей північно-східний фасад виконано у вигляді портика з ґанком. Чотири пари коринфських колон підтримують трикутний плоский фронтон. Південно-східний фасад двоярусний у стилі неоренесансу.
Там, де зустрічаються південне крило, східне поперечне крило та крило картинної галереї, у вміло посередницькому шарнірному павільйоні лежить восьмикутна виставкова зала Oktogon. Прямо над залою розташований характерний головний купол зі складеним скляним дахом (у розмовній мові через його форму відомий як соковижималка для лимонів), який вважається символом університету. Трикутний внутрішній двір замкнутий між східним поперечним крилом, крилом з картинною галереєю та сполучною будівлею, яка продовжує північне крило на схід у бік картинної галереї, де розташовувався архітектурний зал у круглому павільйоні, увінчаному невеликим куполом. На заході північне крило будівлі продовжується безпосередньо прилеглою витягнутою малярною кімнатою, яка сьогодні служить галереєю.

### Оздоблення фасаду

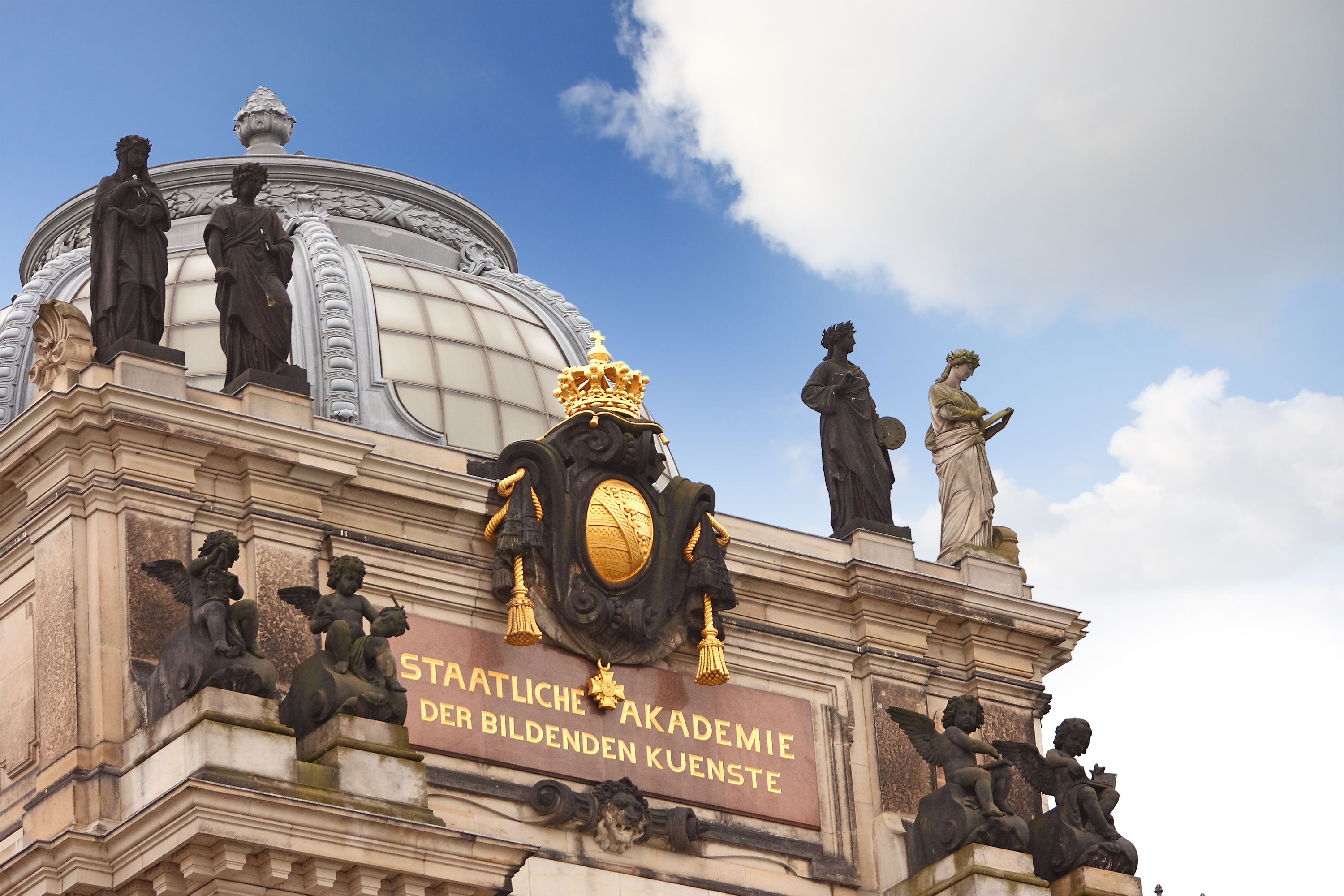
Фігурний декор над головним порталом: на аттику персоніфіковані мистецтва архітектури, скульптури, живопису та гравюри.

Художня академія характеризується надзвичайно багатим оздобленням фасадів орнаментальними зображеннями та пластичним оздобленням. В оформленні брали участь більшість дрезденських скульпторів. Особливо видатними вважаються роботи тодішніх професорів Академії Йоганнеса Шиллінга та Роберта Генце. Інші професори, такі як Генріх Еплер і Герман Гульцш, також були залучені. Основною особливістю фасаду є креативне використання різних видів ельбського пісковика. У той час як основа і фігури зроблені з більш темного пісковика Posta, поверхні стін і віконних рам зроблені з більш світлого пісковику Cotta.
На аттику центрального авангардного корпусу північного фасаду на терасі Брюля, зліва направо, розташовані майже триметрові алегорії архітектури та скульптури, кожна з яких створена Ернстом Хенелем, а також живопису та гравюри на міді, створені Карлом Редером. Під ними, як варіація на цю тему, сидять чотири крилаті путті, створені Річардом Шнаудером, які знімають вимірювання, різають, малюють або малюють. Зверху центральну вісь замикає гербовий картуш із золотою короною.

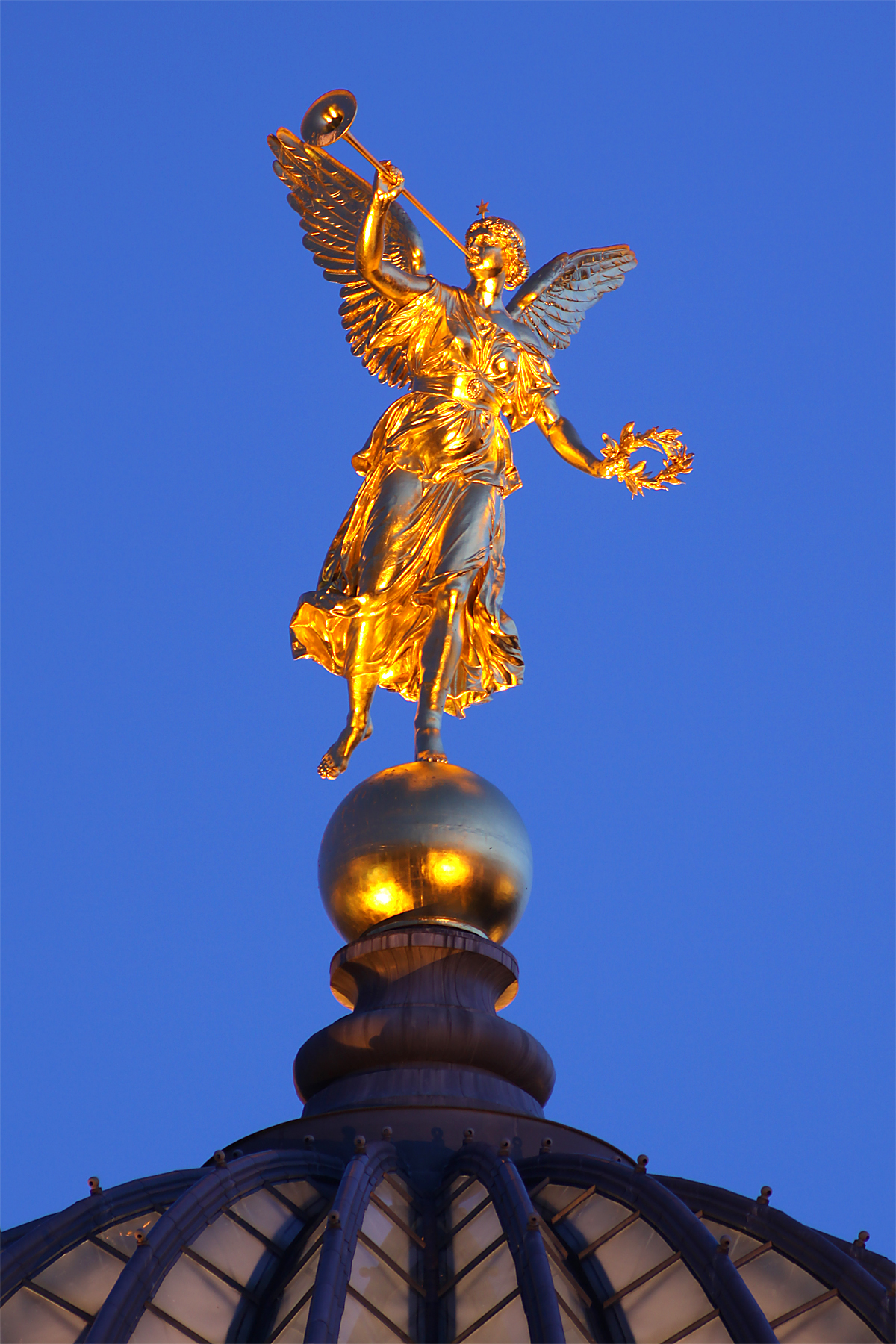
Фама на верхівці лимоноподібного купола

Смуга пісковика з рослинними елементами та елементами художньої творчості обрамляє головний портал знизу. Зліва над вхідними дверима зображено класичну античність із маленькою статуєю Зевса в правій руці та лавровим вінком у лівій руці. Її аналог на протилежному боці втілює християнське мистецтво та сучасність, зокрема епоху Відродження, і має пальмове листя у правій руці та опудало на лівій із зображенням Сікстинської Мадонни — знаменита робота Рафаеля виставлена в Дрезденській картинній галереї старих майстрів. Посередині, у вершині порталу, розміщено рельєф персоніфікованого генія мистецтва.

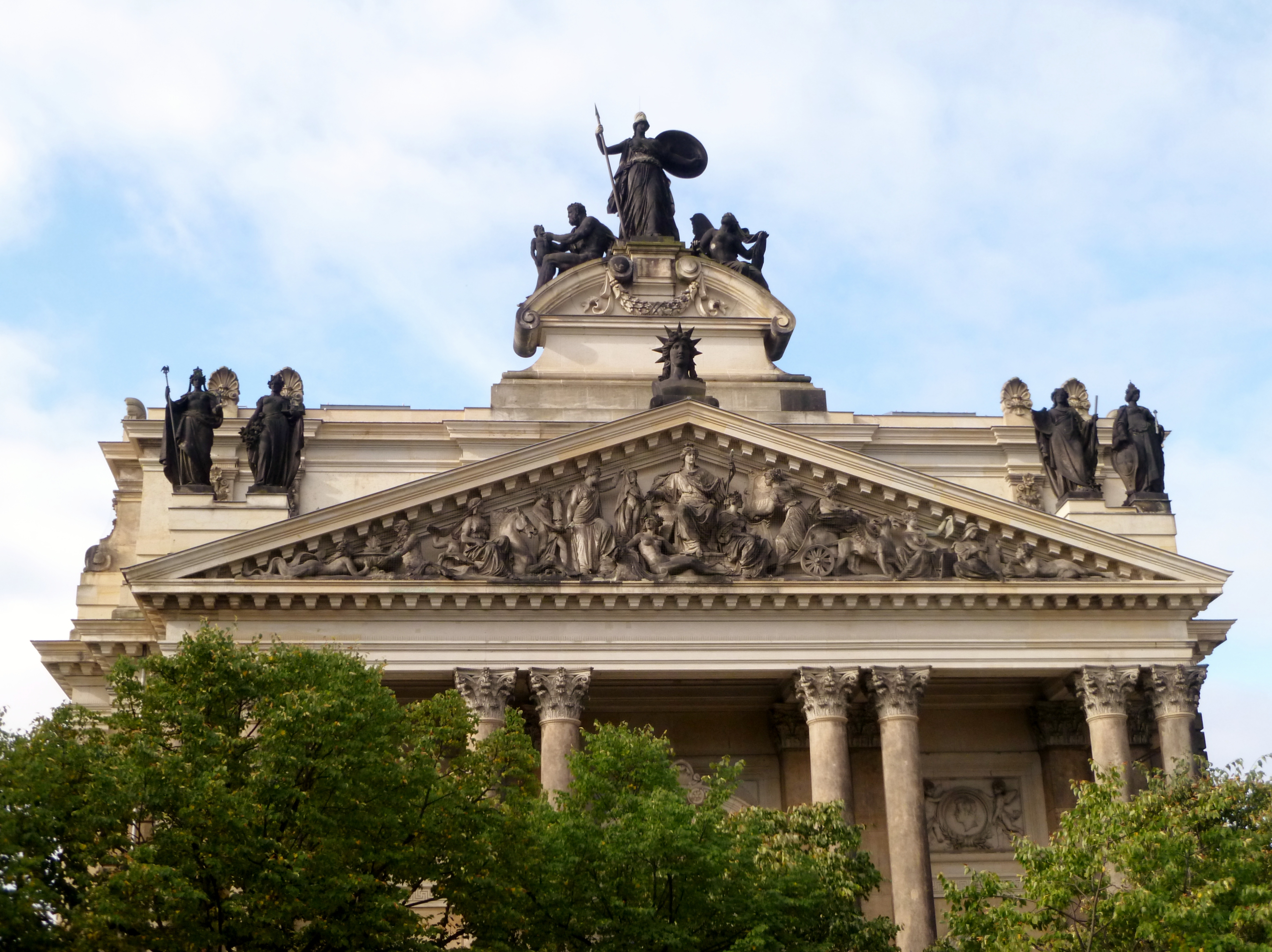
Трикутні фронтони та декоративні фігури над портиком Кунстхалле

Іконографічна програма на північному фасаді продовжується з обох боків центрального авангардного корпусу: на схід від нього — зліва від глядача — з темами з античності та на захід від неї — справа від глядача — з темами раннього модерну, в окремих випадках також пізнього середньовіччя. Імена видатних художників можна прочитати позолоченими літерами над верхніми підвіконнями на північному фасаді. Починаючи зі східного кутового переднього корпусу скульптором Фідієм, зліва направо рухаються інші стародавні греки: архітектор Іктінос, а також скульптори Праксітель, Поліклет і Лісипп. Після центрального ризаліту йдуть важливі художники раннього модерну: Ервін фон Штайнбах, Леонардо, Мікеланджело, Рафаель і, вже на західному кутовому ризаліті — Дюрер.

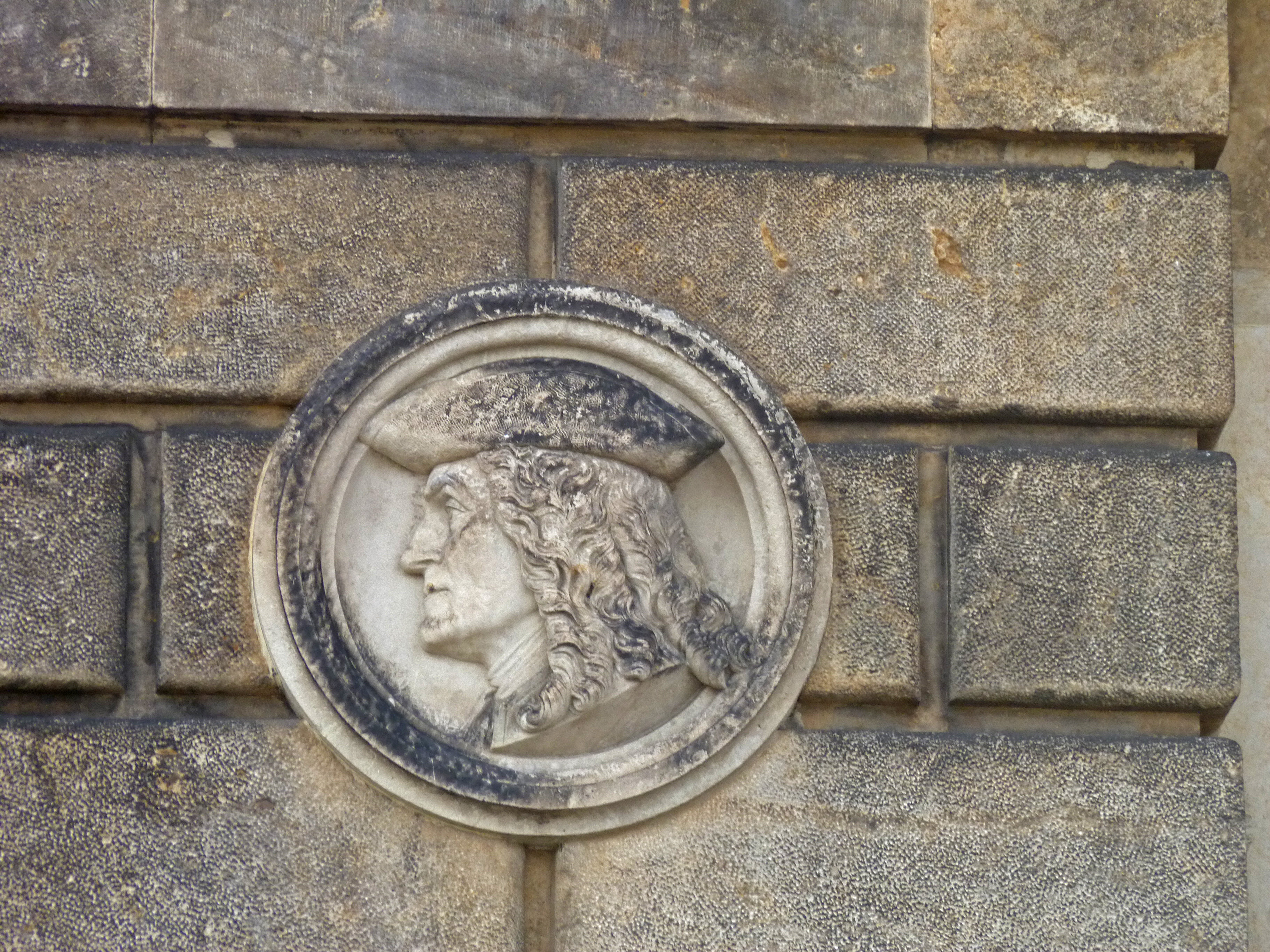
Портретний медальйон Маттеуса Даніеля Пеппельмана

У верхній частині наріжного ризництва — подальше оздоблення фасаду: портретна голова Гомера сидить у вершині верхнього вікна біля східного наріжного риза. Поруч із стародавнім поетом стоять первісна богиня й персоніфікована земля Гея та бог моря Посейдон. Гея тримає в руці ріг достатку, перед нею теж корова як давній символ родючості. Посейдон тримає тризуб, а біля його ніг — риба. Відповідником Гомера на західному кутовому виступі є італійський поет і філософ Данте Аліг’єрі, який жив на початку 14 століття та створив один із найвидатніших творів світової літератури — «Божественну комедію», що розповідає про рай і пекло. Відповідно, голова Данте фланкована янголоподібною жіночою фігурою, що ширяє над півмісяцем як алегорією неба та крилатим сатаною зі зміями як алегорією пекла. Фігури на обох аванкорпусах також можна інтерпретувати як чотири елементи: земля (Гея), вода (Посейдон), повітря (алегорія неба) і вогонь (алегорія пекла), що також дозволяє провести дугу від античності до новітніх часів.
Три фігури вибиті міддю та позолочені за проєктом Роберта Генце. Найвідоміша з них — Fama (Pheme) висотою 4,8 метра і вагою 1,7 тонни на вершині соковижималки для лимонів. Герман Генріх Ховальдт з Брауншвейгу розпочав роботу, під час якої він помер у 1891 році, впавши з будівельних риштувань, а Пауль Рінклебен із Дрездена завершив роботу у 1893 році. Лавровий вінок Фами уособлює славу художника. На східному кутовому авангардному корпусі північного фасаду зображений Ерос, бог кохання. Його відповідником на західному куті аванкорпусу є Фантасос, бог снів. Також до будівлі прикріплено десять рельєфних медальйонів Браманте, Гольбейна, Пеппельмана та Рубенса, а також Есхіла, Софокла, Евріпіда, Лессінга, Гете та Шиллера.
На додаток до центрального авангардного корпусу, на північному фасаді є інші путті, які походять від Отто Панцнера, Августа Герцига, Ганса Гартманна-Макліна та Фрідріха Оффермана: з одного боку, чотири дитячі фігури на карнизі круглого павільйону в сполучній будівлі між північним крилом і Kunsthalle. Вони відносяться до різних архітектурних епох — грецька античність, римська античність, готичне середньовіччя та епоха Відродження. Ще п’ять путті розташовані на крилі кімнати живопису, на західній частині художньої академії. Вони представляють різні стилі живопису: пейзаж, ню, костюм, тварин, портрет .

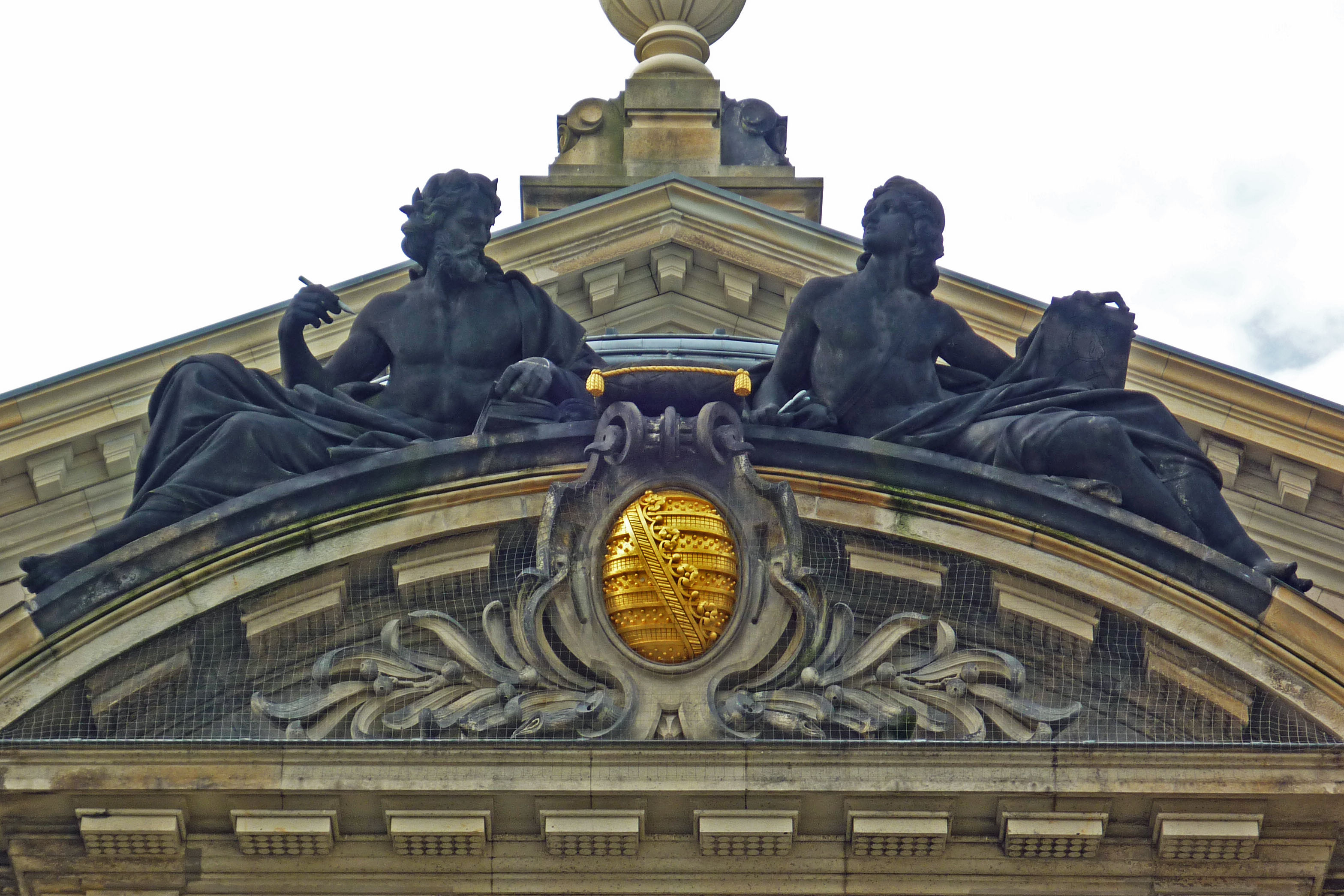
вечір і ранок і майстер і учень

Південна сторона до Фрауенкірхе значно менше прикрашена, ніж сторона до Ельби. Над південним входом розташовані фігури з пісковику Вечір (ліворуч) і Ранок, створені Оскаром Рассау на фронтоні, які також можна інтерпретувати як майстер і його учень. Підвісні фігури над віконними арками павільйонів ліворуч і праворуч від південного входу є алегоріями завзяття і сумніву, а також старанності і терпіння. Ліворуч напис «Вітчизна на прикрасу і шану», праворуч «У час правління короля Альберта побудовано». На південно-східній стороні знаходиться напис «MDCCCLXXXXIII», що подає 1893 рік римськими цифрами без правила віднімання.
Фасад виставкової будівлі також щедро прикрашений. Тимпан і високий фронтон, зокрема, були ретельно розроблені. Тут виділяється Саксонія Йоганнеса Шиллінга.

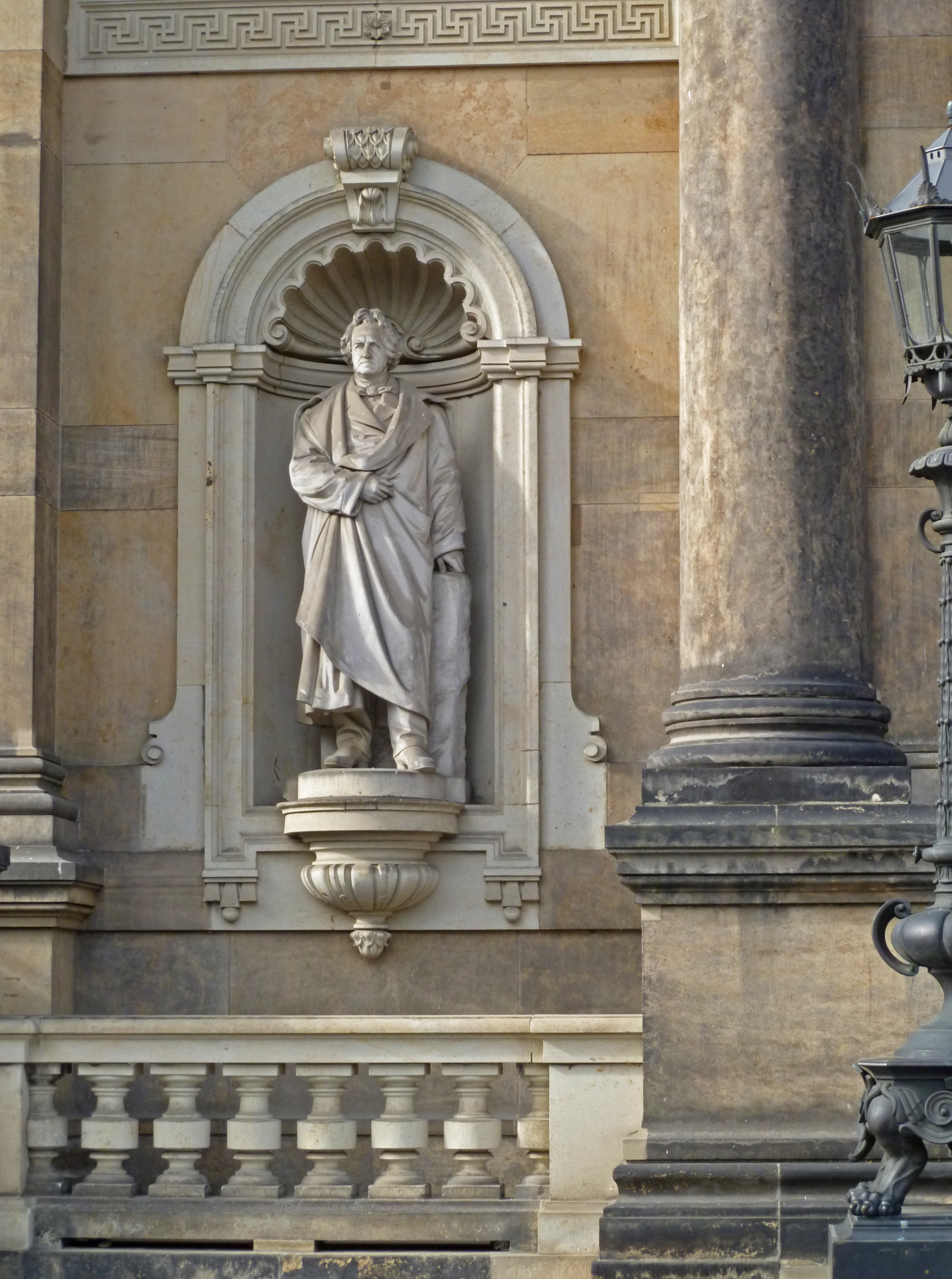
Статуя Крістіана Даніеля Рауха роботи Германа Гульцша, близько 1893 року

Дрезденська художня академія, один із двох закладів-попередників сучасного Дрезденського університету образотворчих мистецтв, була заснована в 1764 році як «Загальна художня академія живопису, скульптури, гравюри та архітектури». Всього через кілька років вона була заснована у Fürstenbergsches Haus, дуже близько до того місця, академія сьогодні. З 1791 по 1895 рік Академія мистецтв розміщувалася в бібліотеці Брюля, будівлі, що передувала Sekundogenitur. Сусідня Галерея Брюля використовувала його на той час для виставок академічного мистецтва.

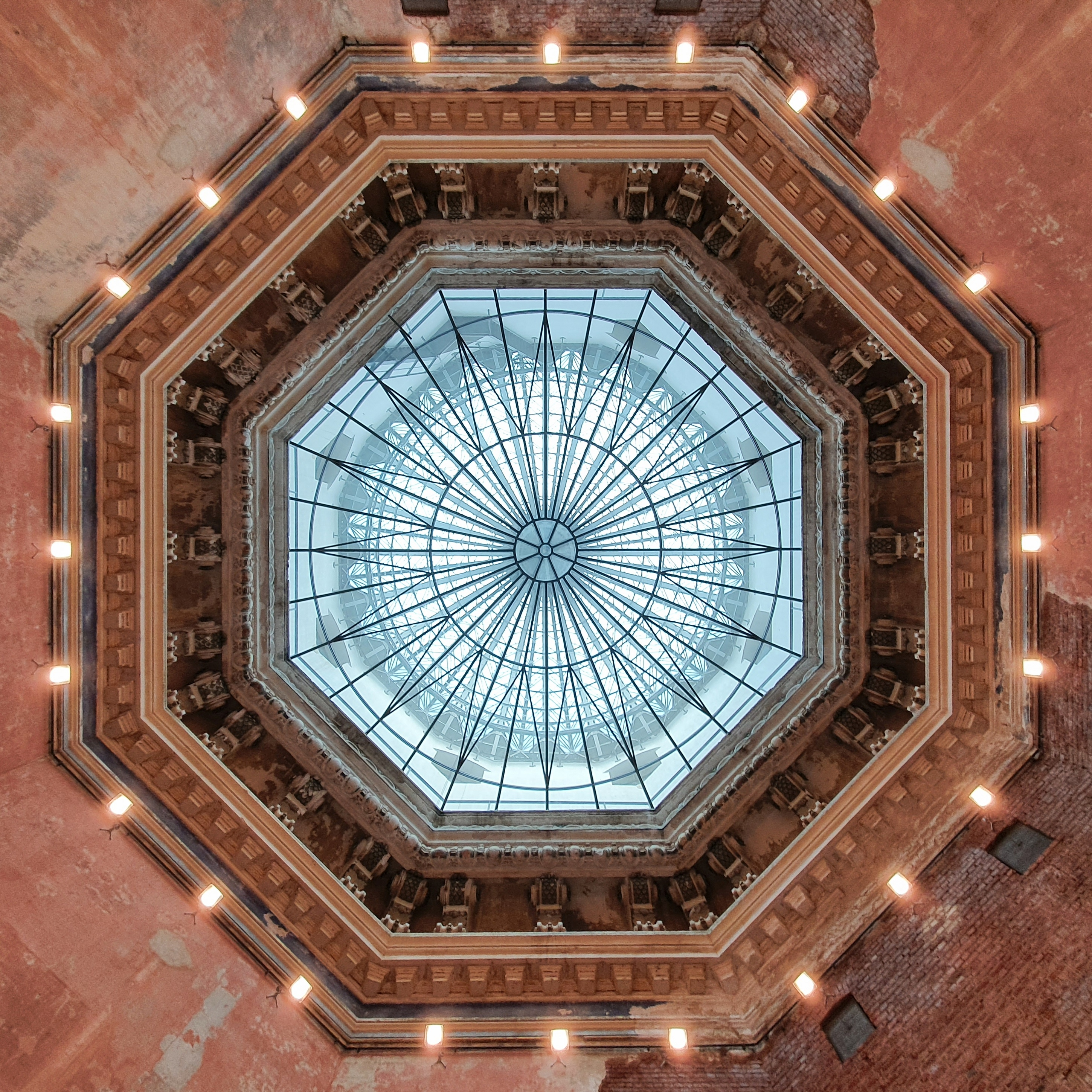
Дивлячись з восьмикутника на соковижималку для лимона

Північний схід від внутрішнього старого міста був до 19 століття закритою стіною зоною, недоступною для громадськості. Серед інших речей тут розташовувалися Дрезденський монетний двір і Дрезденська збройова палата. З іншого боку, тераса Брюля, де, серед іншого, стояло Café Reale, було відкрито для відвідувачів у 1814 році. У середині 1880-х років картина в цій частині центру міста змінилася. З 1884 по 1887 рік Адольф Канцлер керував перетворенням збройової палати на Альбертинський музей. Монетний двір  був знищений в 1887 році, і того ж року карбування було перенесено на монетний двір Muldenhütten. Це створило більший вільний простір біля тераси Брюля.

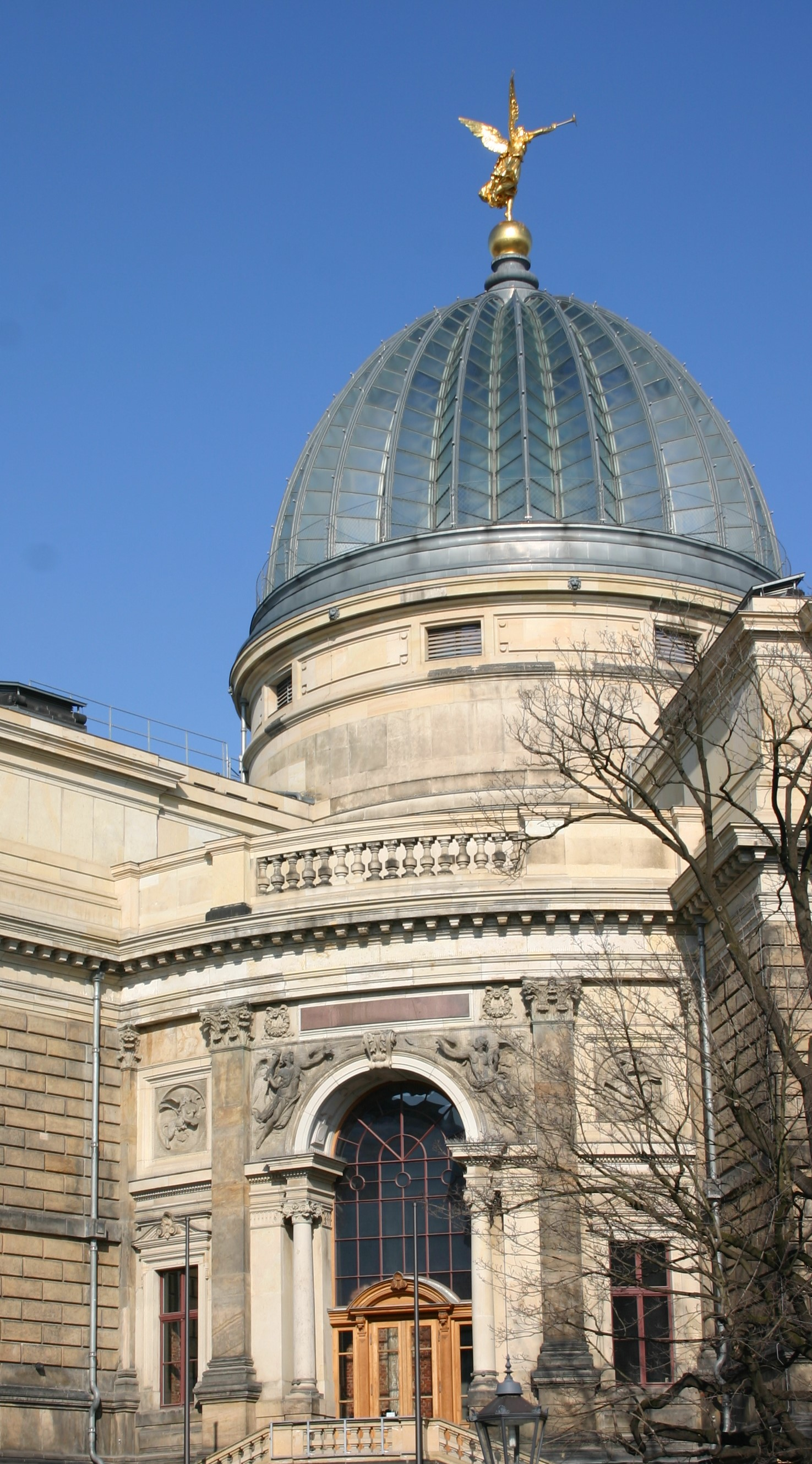
Lemon Squeezer, Art Academy Glass Dome

Уряд Саксонського королівства вже замовив нову будівлю для художньої академії в 1884 році через брак місця в старих приміщеннях. Вирішальним фактором для розміщення на терасі Брюля було відкрите розташування в центрі міста, давні традиції академії в цьому місці та можливість побудови там будівлі з великими студійними вікнами для падаючого світла з північного боку, які могли б не блокуватися іншими будівлями. Також у 1884 році Костянтин Ліпсіус, який сам був професором архітектури в Академії, отримав наказ про планування. Ернст Хенель також брав участь, але не дожив до завершення будівництва.
Однак терасу Брюля та Кафе Реале довелося знести для будівництва, обидва з них були закриті в 1887 році. Напередодні виникли бурхливі суперечки з урбаністами, архітекторами та громадянами, які хотіли не монументальної будівлі, а меншого масштабу на цьому місці. Нарешті в 1887 році почалося будівництво нової художньої академії з прилеглим до неї виставковим корпусом. Після семи років будівництва будівля була готова до заселення в 1894 році. Навіть після завершення дискусії не вщухли. Будівлю критикували як незбалансовану та таку, що суперечить дрезденській будівельній традиції, фасадне оздоблення як перевантажене, а купол, який незабаром висміяли як лимонодавку, як невдалий через його безпосередню близькість до Фрауенкірхе.
Дрезденський історик мистецтва та літературознавець Фріц Леффлер прокоментував це у своїй праці «Das alten Dresden» так: «З 1891 по 1894 роки Костянтин Ліпсіус побудував художню академію з прилеглою мистецькою асоціацією в абсолютно неправильному місці, на терасі Брюля. З нею він знизив фортечну стіну до основи для свого проєкту. Можна лише з глибоким жалем думати про втрату благородних невеликих будівель, створених Кноффелем для Брюля і побудованих у 19 столітті, котрі поступово занепадали. Скляний купол академії, відомий населенню як соковижималка для лимонів, був постійною неприємністю, якщо дивитися з Фрауенкірхе.
Однак, окрім високої художньої якості деталей, загальновизнаним був той факт, що будівля зміцнила статус Дрездена як європейського міста мистецтва та культури та вирішально сформувала міський пейзаж, як жодна інша будівля з часів бароко. З 1895 року Королівська академія мистецтв і Саксонська художня асоціація використовували будівлю.
13 і 14 лютого 1945 важких  збитків завдали повітряні нальоти на Дрезден. На відміну від більшості будівель у цьому районі, які часто руйнувалися разом із зовнішніми стінами, кубатура Академії мистецтв збереглася, незважаючи на значні втрати від пожежі. Після очищення почалася реконструкція. Вже в 1952 році в приміщенні можна було відновити навчання. Останні флігелі будівлі були відреставровані до 1965 року, а в 1968 році лимонодавка отримала нове скління. Проте лише після возз’єднання відбувся фундаментальний ремонт. З 1991 по 2002 роки в землі Саксонія будівлю систематично ремонтували. Лише в цьому контексті мистецька галерея в будівлі Ліпсіуса, яка не була придатною за часів НДР, була перебудована та урочисто відкрита в 2005 році. Проєкт виставкової будівлі архітекторів Ауер + Вебер, Штутгарт/Мюнхен, і Рольф Циммерманн, Дрезден, отримали архітектурну премію „Nike“ 2007 у категорії «Досконалість деталей».